# Wilhelm Elbers
Wilhelm Elbers (* 27. April 1913 in Günnigfeld, heute Bochum-Wattenscheid; † 22. November 2000 in Herne) war ein deutscher Politiker (CDU), Oberstadtdirektor der Großstädte Wanne-Eickel und Mönchengladbach und Angehöriger mehrerer Aufsichtsräte.

## Leben
Der aus einer Bergmannsfamilie stammende Katholik Wilhelm Elbers hatte in den Fachrichtungen Philosophie, Soziologie und Volkswirtschaften studiert und in den Staats- und Wirtschaftswissenschaften zum Dr. rer. pol. promoviert.
Am 1. August 1945 übernahm Elbers eine Stelle als Wirtschaftsderzernent in der Arnsberger Kreisverwaltung. Als solcher war er Vertreter des Landrats und des Oberkreisdirektors.
Zum 16. Juni 1947 trat Wilhelm Elbers in der Nachfolge von Wilhelm Jacobi das Amt des Oberstadtdirektors von Wanne-Eickel an, das während seiner Dienstzeit die Einwohnerschwelle zur Großstadt übersprang (1955). Nach annähernd 12-jähriger Tätigkeit schied Wilhelm Elbers zum 15. Februar 1959 in Wanne-Eickel aus dem Dienst, um in gleicher Stellung am 19. Februar 1959 bei der Stadt Mönchengladbach einzutreten. Dieses Amt hatte er bis zur Auflösung der "alten" Stadt Mönchengladbach zum 31. Dezember 1974 inne. Vom 1. Januar bis zum 22. Mai 1975 fungierte er als stellvertretender Beauftragter für die Aufgaben des Oberstadtdirektors der "neuen" Stadt Mönchengladbach. Danach war er noch einige Monate Beigeordneter der Stadt, am 31. Dezember 1975 schied er endgültig aus dem öffentlichen Dienst aus.
Während und nach seiner Tätigkeit als Oberstadtdirektor gehörte Wilhelm Elbers mehreren Gremien und Aufsichtsräten an. So war er Aufsichtsratsvorsitzender der Stadtwerke Wanne-Eickel und der Flughafengesellschaft Mönchengladbach GmbH, Aufsichtsratsmitglied der RWE AG und der Deutschen Städte-Reklame GmbH (heute Deutsche Städte-Medien) sowie langjähriges Präsidiumsmitglied des Deutschen Städtetages in Köln. In Mönchengladbach stand er zudem dem Aufsichtsrat der Flughafengesellschaft und dem Schulvorstand der dortigen Textilingenieurschule vor.
Nach seiner Pensionierung kehrte Elbers in seine alte Heimat zurück und engagierte sich als ehrenamtlicher Pfarrarchivat mit Aufbau und Verwaltung des Kirchenarchivs der Kirchengemeinde St. Marien.
Elbers war verheiratet und Vater von zwei Kindern. Er gehörte der CDU an.

## Schriften
- Strukturbild und Problematik der belgischen Textilindustrie. Forschungsstelle für allgemeine und textile Marktwirtschaft an der Universität Münster (Hrsg.), Münster 1942.
- Die Beziehung der belgischen Textilindustrie zum deutschen Wirtschaftsraum.[2]
- Statistik der belgischen Textilindustrie.[2]
- Fünfundzwanzig Jahre Stadt Wanne-Eickel. Wilhelm Schulze-Wittenborg Graphischer Betrieb, Wanne-Eickel 1951.